# Língua wakhi
O Wakhi é uma língua iraniana no subgrupo Pamir

## Classificação
Wakhi é uma de várias línguas pertencentes ao grupo linguístico Pamir, sento os wakhi também chamados de pamiris.

## Distribuição
A língua tem origem na região de Wakhan dividida entro o nordeste do Afeganistão e o sudeste do Tajiquistão. Os Wakhi são estimados em 50.000 indivíduos que estão distribuídos em quatro países diferentes: Afeganistão, Paquistão, República Popular da China e Tajiquistão.

### Tajiquistão
Há algumas controvérsias acerca da designação étnica e linguística dos Wakhi. No Tajiquistão os Wakhi e outras comunidades que falam línguas Pamir se autodesignam como Pamiri e existe um movimento de separação Pamiri dos tajiques, No Paquistão os Wakhi se auto designam como tajiques. Linguistas consideram o Wakhi uma língua iraniana independente da língua tajique, porém muitos tajiques nacionalistas insistem que o Wakhi e outras línguas Pamir são dialetos da língua tajique.

### Paquistão
No Paquistão existem organizações que trabalham junto do governo paquistanês para preservar o idioma e a cultura Wakhi

### Afeganistão
No Afeganistão os Wakhi habitam a província de Badaquistão no Corredor de Wakhan

### China
Na China os wakhi vivem na região de Xinjiang a maioria deles não usam a língua wakhi no dia-a-dia, para se comunicarem nas ruas e com pessoas de outras nacionalidades eles utilizam o uigur ou o chinês.

## Escrita
A língua Wakhi utiliza uma mistura dos alfabetos Latino (maior parte), Grego e Círílico, composto de 43 letras, dentre as quais constam, além de vogais e consoantes latinas, gregas e sirílicas simples:
- as letras C, S, X, Z e "gama grego" com "macron"
- as letras C, J, S com "macron" mais "ponto inferior"
- a letra T com "ponto inferior"

Texto extraído de uma tradução da Bíblia de 2001. Evangelho de São LucasLuqo Inǰil (em Wakhi). [S.l.]: Bəzыrg Kitob tarǰimacrakыzg institute. 2001 Página Título: , Passagens em Alfabeto Latino , Passagens em Alfabeto Cirílico </ref>
| Wakhi em Alfabeto Latino | Wakhi em Alfabeto Cirílico | Português (KJV) |
| --- | --- | --- |
| ² Yiso yavər x̆atəy: «Sayišt i dəo carəv, x̆anəv: „Ey bzыrgwor Tat ki də osmonət cəy! Ti bəzыrg nung bər olam ыmыt! Ləcər dəwroni Ti podšoyi ɣ̆at-ət, zəmin-ət zəmon də hыkmi taw ыmыt! | ² Йисо йавəр х̌атəй: «Сайишт ҙи дəо царəв, х̌анəв: „Ей бзыргв̌ор Тат ки дə осмонəт цəй! Ти бəзырг нунг бəр олам ымыт! Лəцəр дəв̌рони Ти подшойи г̌ат-əт, зəмин-əт зəмон дə ҳыкми тав̌ ымыт! | ² E ele lhes disse, quando forem rezar, digan "Pai Nosso que estais nos céus, Santificado seja o vosso Reino. Seja feita a Vossa Vontade, assim na Terra como no Céu. |
| 3 Spo rыsq-ət rыzi sakər nəsib car! | 3 Спо рысқ-əт рызи сакəр нəсиб цар! | 3 O Pão nosso de cada dia nos dai hoje. |
| 4 Cə spo gənoən šəxs! Sak bə kuy, ki sakər šakiɣ̆, cə kərk! kыx̆ter baxṣ̌əṣ̌ carən. Cə bandi nafs-ət awasən, Cə waswasayi Iblisən saki niga δыr!“»                                       | 4 Цə спо гəноəн шəхс! Сак бə куй, ки сакəр шакиг̌ цə кəрк! Кых̌тəр бахш̣əш̣ царəн. Цə банди нафс-əт ав̌асəн, Цə в̌асв̌асайи Иблисəн саки нига д̌ыр!“»                                         | 4 Perdoai as nossa ofensas (dívidas), assim como nós perdoamos aqueles nos ofenderem (os que nos devem); E não nos deixeis cair em tentação, mas livrai-nos do Mal".  |

## Vocabulário
O vocabulário Wakhi apresenta significantes diferenças tanto com relação às línguas Iranianas do Oeste, como o Persa ou Tadjique, também com outras línguas Pamir. Uma comparação feita por Gawarjon entre os Dialetos “Sarikoli” e “Wakhi” falados na China e as línguas  Iranianas do Oeste  aparece a seguir:
| Inglês  | Persa          | Tadjique        | Pachto        | Shughni | Sarikoli | Wakhi   |
| ------- | -------------- | --------------- | ------------- | ------- | -------- | ------- |
| fogo    | æt̪iʃ (اتش)     | otaʃ (оташ)     | or            | joːts   | juts     | rɯχnig  |
| água    | æb (اب)        | ob (ов)         | obə           | xats    | xats     | jupk    |
| mão     | d̪æst̪ (دست)     | dast (даѕт)     | lɑs           | ðust    | ðɯst     | ðast    |
| pé      | pɔ (پا)        | po (по)         | pxə, pʂə      | poːð    | peð      | pɯð     |
| dente   | d̪ænd̪ɔn (دندان) | dandon (дандон) | ɣɑx, ɣɑʂ      | ðinðʉn  | ðanðun   | ðɯnðɯk  |
| olho    | tʃæʃm (چشم)    | tʃaʃm (чашм)    | stərgə        | tsem    | tsem     | tʂəʐm   |
| cavalo  | æsb (اسب)      | asp (асп)       | ɑs            | voːrdʒ  | vurdʒ    | jaʃ     |
| nuvem   | æbr (ابر)      | abr (абр)       | uriəz, uriədz | abri    | varm     | mur     |
| trigo   | gænd̪um (گندم)  | gandum (гандум) | ɣənəm         | ʒindam  | ʒandam   | ɣɯdim   |
| música  | gʉʃt̪ (گوشت)    | gʉʃt (гушт)     | ɣwəxə, ɣwəʂə  | guːxt   | gɯxt     | guʂt    |
| muitos  | bisjɔr (بسيار) | bisjor (бисйор) | ɖer           | lap     | pɯr      | təqi    |
| alto    | bulænd̪ (بلند)  | baland (баланд) | lwəɻ          | biland  | bɯland   | bɯland  |
| longe   | dʉr (دور)      | dur (дур)       | liri          | ðar     | ðar      | ðir     |
| bom     | xʉb (خوب)      | xub (хуб)       | xə, ʂə        | bashand | tʃardʒ   | baf     |
| pequeno | xurd̪ (خرد)     | χurd (хурд)     | lez, leʐ, wuɻ | dzul    | dzɯl     | dzɘqlai |
| dizer   | guft̪ (گفت)     | guft (гуфт)     | wəjəl         | lʉvdow  | levd     | xɘnak   |
| fazer   | kærd̪ (كرد)     | kard (кард)     | kəwəl         | tʃiːdow | tʃeig    | tsɘrak  |
| ver     | d̪id̪ (ديد)      | did (дид)       | lidəl, kətəl  | wiːntow | wand     | wing    |